# Robin Maugham

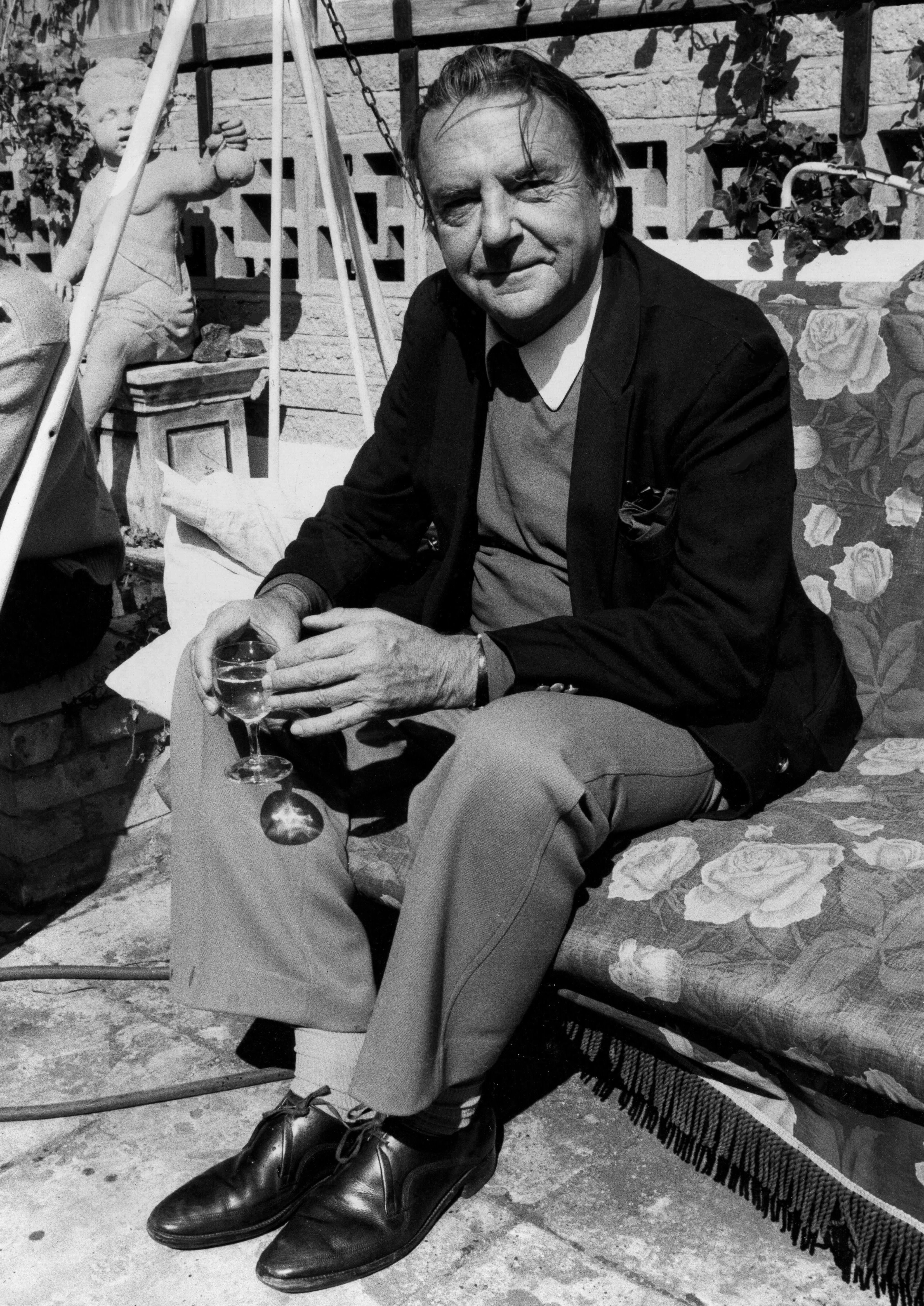
Robin Maugham (1974; Fotograf: Allan Warren)

Robin Maugham, 2. Viscount Maugham (* 17. Mai 1916 in London; † 13. März 1981 in Brighton) war ein britischer Schriftsteller und Jurist.

## Leben
Sein Vater war der britische Jurist Frederic Maugham, 1. Viscount Maugham und seine Mutter war Helen Romer. Sein Onkel war der britische Schriftsteller W. Somerset Maugham. Maugham hatte drei Schwestern. Er besuchte das Eton College und die Trinity Hall in Cambridge, wo er Rechtswissenschaften studierte und Barrister wurde. Entgegen seiner vorgesehenen beruflichen Laufbahn als Rechtsanwalt entschied er sich im weiteren Leben wie sein Onkel schriftstellerisch tätig zu werden. Er verfasste mehrere Romane, Biografien, Dramen und Reiseliteratur. Maugham blieb unverheiratet und kinderlos.
Sein Nachlass befindet sich im Harry Ransom Center in Austin, Texas.

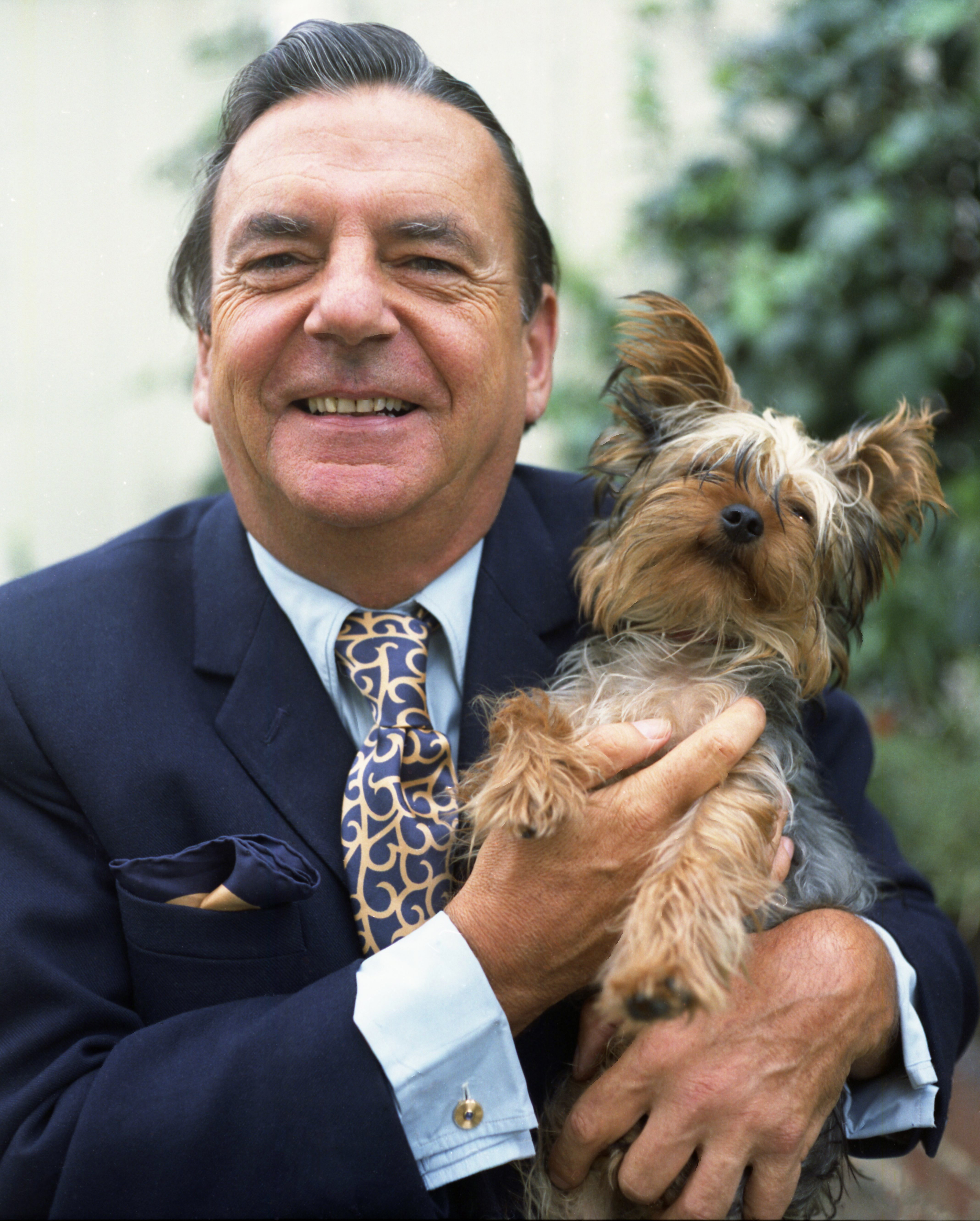
Robin Maugham (1974; Fotograf: Allan Warren)

## Werke (Auswahl)

### Romane
- The Servant (1948) (verfilmt als Der Diener)
- Line on Ginger (1949; verfilmt als The Intruder)
- The Rough and the Smooth (1951; verfilmt als Das Bittere und das Süße)
- Behind the Mirror (1955)[1]
- The Man with Two Shadows (1958)
- November Reef (1962)
- The Green Shade (1966)
- The Wrong People (1967)
- The Second Window (1968)
- The Link: A Victorian Mystery (1969)
- The Last Encounter (1972)
- The Barrier (1973)
- The Sign (1974)
- Knock on Teak (1976)
- Lovers in Exile (1977)
- The Dividing Line (1978)
- The Corridor (1980)
- Refuge (1980, nicht veröffentlicht)
- The Deserters (1981)
- The Servant and The Wrong People, wiederaufgelegt von Valancourt Books mit Einleitung von William Lawrence (2019)

### Sammlungen
- The Black Tent and Other Stories (erschien 1972; verfilmt als The Black Tent im Jahre 1956)
- The Boy from Beirut and Other Stories, editiert von Peter Burton (1982)

### Biografien und Reisebücher
| - Come To Dust (1945) - Nomad (1947) - Approach to Palestine (1947) - North African Notebook (1948) | - Journey to Siwa (1950) - The Slaves of Timbuktu (1961) - The Joyita Mystery (1962) - Somerset and All the Maughams (1966) | - Escape from the Shadows (London: Hodder and Stoughton, 1972): Autobiographie - Search for Nirvana (1975): Autobiographie, continued - Conversations with Willie (1978) - Willie (1979) |

### Bühnenstücke, Radio- und Fernsehwerke
- 1955: The Leopard (Theater), angesiedelt in Tanganyika, Connaught Theatre, Worthing
- 1956: Mister Lear (Theater) Connaught Theatre, Worthing
- 1957: Rise Above It (Fernsehen) Produced by ABC, BBC Productions
- 1957: Odd Man In (Theater) Adaptation of Claude Magnier’s comedy Monsieur Masure. St Martin’s Theatre
- 1957: The Last Hero (Theater) Repertory Players, Strand Theatre, London. Das Thema war das Leben des Generals Gordon.
- 1957: The Lonesome Road (Theater) von Robin Maugham und Philip King, Arts Theatre, London
- 1957: Winter in Ischia (Theater) (bisher nicht inszeniert), siehe auch 1965
- 1958: The Servant (Theater) Adaptation von Robin Maugham. Connaught Theatre, Worthing
- 1960: Slavery in Africa and Arabia (The House of Lords Publikation von seiner ersten Rede; Hansard)
- 1960: The Two Wise Virgins of Hove (ITV Fernsehen)
- 1961: The Claimant (Theater) Connaught Theatre, Worthing
- 1962: Azouk (Theater) Adaptation von Alexandre Rivermales Theaterstück von Robin Maugham und Willis Hall. The Flora Robson Playhouse, Newcastle upon Tyne
- 1962: The Last Hero (Radio), basierend auf dem Leben von General Gordon. Produziert von BBC Radio, Saturday Night Theatre
- 1965: Winter in Ischia (Fernsehen ITV), siehe auch 1957
- 1966: Gordon of Khartoum (Play of the Month, BBC1)
- 1966: The Servant (Theater) The Yvonne Arnaud Theatre, Guildford
- 1969: Enemy (Theater) Premiere, The Yvonne Arnaud Theatre Guildford
- 1969: Enemy (Theater) Saville Theatre, London
- 1981: A Question of Retreat (Theater) Nightingale Theatre, Brighton; auch adaptiert für Radio 4, BBC-Produktion